# Comité de coopération
Le Comité de coopération est un organe doublement paritaire en Région de Bruxelles-Capitale et qui compte autant de ministres fédéraux que de membres du gouvernement bruxellois, et autant de francophones que de néerlandophones.

## Missions
Les missions de cet organe sont : 
1. Promouvoir le rôle international de la Région de Bruxelles-Capitale (comme siège des institutions européennes) et la fonction de capitale fédérale belge
Cet organe « délibère selon la procédure du consensus des initiatives que peuvent prendre en commun l’État et la Région de Bruxelles-Capitale en vue de favoriser et de promouvoir le rôle international et la fonction de capitale de Bruxelles [...]. Ces initiatives peuvent être financées en tout ou en partie par le budget de l’État ».
2. Préserver le rôle international et la fonction de capitale de Bruxelles
Dans les matières d'urbanisme, d'aménagement du territoire, dans celles des travaux publics et des transports, et en vue de préserver le rôle international et la fonction de capitale de Bruxelles, le Roi peut, par arrêté royal délibéré en conseil des ministres, suspendre les ordonnances du Parlement et les arrêtés du gouvernement.
L'arrêté royal de suspension doit être pris dans les soixante jours à compter de la publication de l'ordonnance ou de l'arrêté.
Dès que l’arrêté de suspension est pris, le Conseil des ministres fédéral saisit alors le Comité de coopération qui se prononce dans les soixante jours. S'il n'y a pas d’accord, la suspension peut être prorogée de soixante jours pendant lesquels la Chambre des représentants peut annuler l'ordonnance ou l'arrêté, moyennant la majorité dans les deux groupes linguistiques. Si elle ne le fait pas, la suspension est levée.
3. Développer le rôle international ou la fonction de capitale de Bruxelles
Le conseil des ministres fédéral peut considérer que des mesures devraient être prises par la Région de Bruxelles-Capitale dans les matières d’urbanisme et l’aménagement du territoire, des travaux publics et des transports en vue de développer le rôle international et la fonction de capitale de Bruxelles. Dans ce cas, le Conseil des ministres va soumettre au Comité de coopération, pour concertation, les mesures que selon lui la Région devrait adopter. Si le gouvernement régional adopte les mesures décidées par le Comité de concertation, leur financement peut être à charge du budget de l'État et du budget de la Région. « Si la concertation au sein du Comité n’aboutit pas à un accord, le Conseil des ministres peut demander à la Chambre de représentants d’approuver les mesures à la majorité dans les deux groupes linguistiques. Elles sont alors intégralement financées par le budget de l'État ».